# Mischocyttarus saturatus
Mischocyttarus saturatus är en getingart som beskrevs av Zikan 1949. Mischocyttarus saturatus ingår i släktet Mischocyttarus och familjen getingar. Inga underarter finns listade i Catalogue of Life.